# Вулична табличка (Париж)

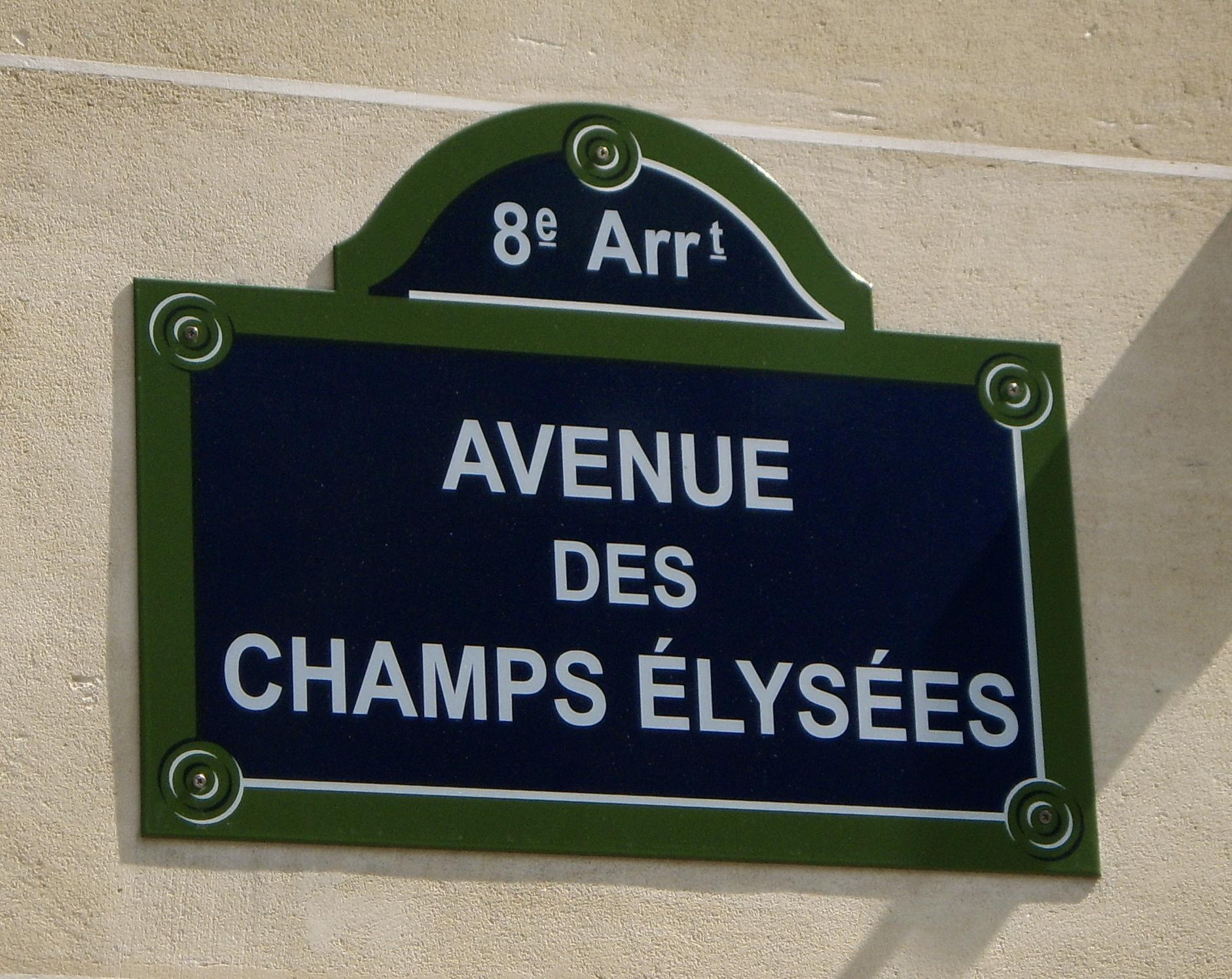
Вулична табличка на Єлисейських Полях в 8-му окрузі

Паризька вулична табличка (фр. plaque de rue) — вуличний покажчик, один із символів французької столиці. Її модель залишається практично незмінною з 1847 року.

## Історія

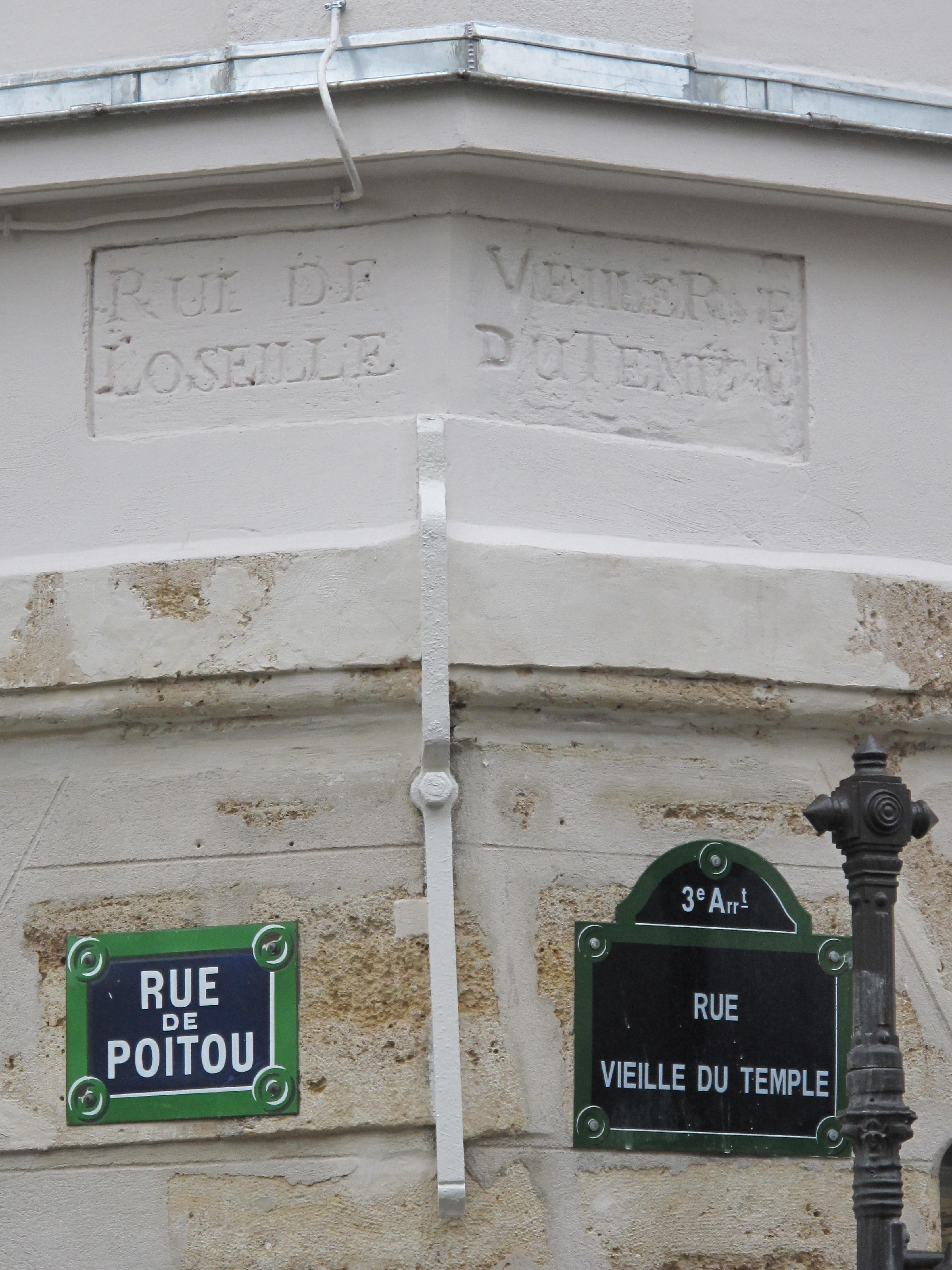
Старі і нові таблички на вулицях Парижа

Перша табличка з'явилася в Парижі на вулиці rue Saint-Dominique у 1643 році. В 1728 почали використовуватися таблички з фарбованого олова, які виявились недовговічними. В 1729 вийшов закон, який наказував би вирізати назви вулиць на кам'яних табличках, вбудованих в фасад. Деякі з них збереглися до наших днів, нерідко дублюючи сучасні.
Істотні зміни в іменуванні паризьких вулиць відбувалися двічі: під час Революції 1789 року і в 1860 році, коли до Парижу було приєднано прилеглі села. Протягом деякого часу в місті можна було бачити таблички з різними назвами однієї і тієї ж вулиці.
Система нумерування будинків в Парижі також зазнавала змін. Так, в 1779 році спробували ввести нову систему нумерації, де червоні цифри на чорному тлі відзначали вулиці, паралельні річці, а білі цифри на чорному тлі — перпендикулярні  Сені. Ця система виявилася вкрай плутаною, і в 1805 році, за велінням  Наполеона, префект Нікола Фроша встановив нумерацію з парною і непарною сторонами вулиць, що починалася від Сени.
Таблички виготовлялися з різних матеріалів — мармур, цинк, порцеляна; вкрай рідко — дерево. Нарешті, в 1844 році префект департаменту Сена Рамбюто, ухвалив рішення про використання емальованих табличок з лавового каменю з білим шрифтом на темно-синьому тлі  . З 1847 року така форма остаточно увійшли в ужиток і залишається практично незмінною донині . Деякі зміни були внесені лише в 1932 році: таблички стали виготовляти з емальованої бляхи, з'явилася темно-зелена рамка і ефект тіні у букв . Крім того, з 1876 року на табличці, крім назви вулиці, вказують номер міського округу, а з 1982 року — коротку інформацію про людину, на честь якого названа вулиця.
У місті зберігаються «застарілі» таблички, на яких, крім назви вулиці і номера будинку, можна прочитати, наприклад, інформацію про те, що в будинку проведені вода і газ або про те, що він «частково мебльований».

## Сучасність

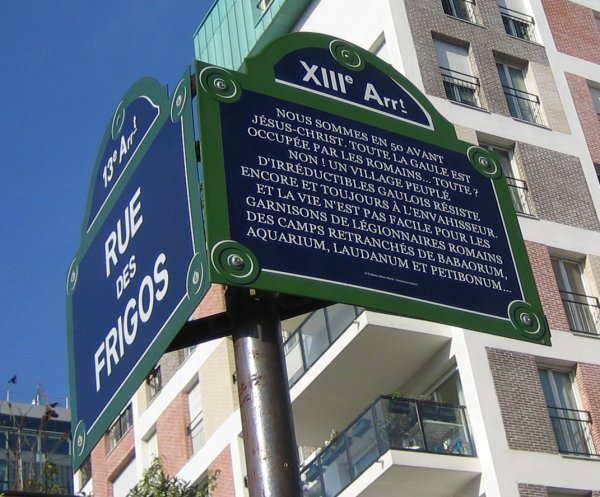
Табличка на металічній опорі

У наш час за установку табличок відповідає мерія Парижа. Однак на власників будівель покладається обов'язок передбачити, відповідно до певних вимог, місце на будівлі, куди буде прикріплена табличка.
Зовнішній вигляд табличок і їх розташування визначаються суворими правилами. Вони повинні виготовлятися з емальованої жесті; в разі неможливості прикріплення такої таблички до того чи іншого об'єкту допустимо використання пластику з клейкою зворотною стороною. У виняткових випадках табличка може також перебувати на окремих металічних опорах.
Нижня сторона таблички повинна розташовуватися на висоті 2-2,5 м від землі . Розміри таблички — 70-100 см в ширину і 35-50 см у висоту . У верхній частині позначається  округ Парижа; букви і цифри білого кольору; фон темно-синій; рамка зелена з тіньовим ефектом, виконаним чорною і білою фарбами.
Незважаючи на сувору регламентацію, на паризьких вулицях іноді можна зустріти і оригінальні таблички: наприклад, викладені з мозаїки. Однак найчастіше вони просто дублюють нормативні.
Зображення вуличних табличок — популярний паризький сувенір. Це можуть бути копії в натуральну величину (часто з вигаданими, жартівливими назвами), листівки або магніти.